# Seleção Japonesa de Voleibol Feminino
A seleção japonesa de voleibol feminino é uma equipe asiática composta pelas melhores jogadoras de voleibol do Japão. A equipe é mantida pela Associação Japonesa de Voleibol (em língua japonesa, 日本バレーボール協会). Encontra-se na sexta posição do ranking mundial da FIVB segundo dados de 7 de agosto de 2017.

## Histórico
Com a escolha de Tóquio, em 1959, como sede das Olimpíadas de 1964, o Japão, mesmo sem tradição no vôlei internacional (só em 1955 adotou a regra de seis jogadores em quadra – regra criada nos anos 20), entendeu que não poderia fazer feio como anfitrião. Passou, então, a ambicionar a medalha de ouro em casa. E começou a montar um time para isso. O técnico incumbido da missão de levar as japonesas ao ponto mais alto do pódio foi Hirofumi Daimatsu, que como jogador inventou o estilo de defesa com peixinho em rolamento.
Já em 1960, o trabalho de Daimatsu começou a surtir efeito, levando um time principiante em mundiais ao vice-campeonato no Brasil. Seu segredo foi fazer suas jogadoras treinarem sete dias por semana, com carga de seis ou sete horas diárias, com apenas uma semana de folga por ano – há quem diga, entretanto, que a jornada das meninas começava às 4h30 da manhã e ia até meia-noite, com um descanso de 15 minutos. Adepto do taibatsu, era comum vê-lo xingar suas atletas em público, humilhá-las, aplicar-lhes, aqui e acolá, chutes no traseiro. Este duro treinamento tornou a equipe forte defensivamente, uma característica que carrega até os dias de hoje. Seu estilo de jogo foi inovador, com ataques em velocidade e utilização constante de fintas (trocas constantes de posição entre as jogadoras).
Este estilo de jogo fez a equipe dominar o cenário mundial do voleibol durante os anos 1960 e 1970 com grandes atletas de raríssimas habilidades. Em 1962, por exemplo, foram responsáveis pela primeira derrota da URSS em partidas oficiais. Nos Jogos Olímpicos conquistaram duas medalhas de ouro, em Tóquio-1964 e Montreal-1976
Além disso conquistaram por três vezes o Campeonato Mundial de Voleibol Feminino  em 1962 na União Soviética, 1967 no Japão, e 1974 no México, e o o vice-campeonato em 2 oportunidades: 1970 e 1978.
Desde então, a equipe não vinha conquistando bons resultados. A baixa média de altura somada ao estilo de jogo de pouca potência física de suas jogadoras tornou o jogo da seleção japonesa superado.
Em 2004, a equipe voltou a classificar-se para os Jogos Olímpicos. O time terminou em quinto lugar na classificação geral.
Em 2009, Masayoshi Manabe, assumiu a equipe e provocou uma revolução tática. Como suas jogadoras são baixas (a média de altura das centrais japonesas, é em torno de 1m78, e a média de altura das centrais das principais seleções, gira em torno de 1m95), ele joga sem nenhuma central, tendo em quadra um time com quatro pontas. Com isso, Manabe prioriza a principal característica do vôlei asiático: a capacidade de defender. Como todas as jogadores em quadra defendem demais, os ataques adversários dificilmente caem e são necessárias, três, quatro tentativas para se conseguir um ponto. No ataque, a levantadora abusa de bolas de velocidade, outro pilar que o estilo de jogo implantado por Manabe prioriza. Desta forma, ele fez a equipe ganhar no passe, no volume de jogo, no ataque pela entrada e saída de rede. Em contrapartida, a equipe perdeu bastante no bloqueio de meio.
Contando com o talento das jogadoras Saori Kimura e da excelente levantadora Yoshie Takeshita, já em 2010, no Campeonato Mundial, esta "revolução tática"  fez o time voltar a ter resultados expressivos: conquistou a medalha de bronze após vencer a seleção dos Estados Unidos na disputa pelo 3º lugar.
Nos Jogos de Londres-2012, nova medalha de bronze. E no Grand Prix de 2014, um vice-campeonato, onde foram superadas apenas uma única vez, para o campeão Brasil.

## Resultados obtidos nas principais competições

### Jogos Olímpicos
| Ano  | Sede             | Classificação |
| ---- | ---------------- | ------------- |
| 1964 | Tóquio           | 1º            |
| 1968 | Cidade do México | 2º            |
| 1972 | Munique          | 2º            |
| 1976 | Montréal         | 1º            |
| 1984 | Los Angeles      | 3º            |
| 1988 | Seul             | 4º            |
| 1992 | Barcelona        | 5º            |
| 1996 | Atlanta          | 9º            |
| 2004 | Atenas           | 5º            |
| 2008 | Pequim           | 5º            |
| 2012 | Londres          | 3°            |
| 2016 | Rio de Janeiro   | 5°            |
| 2020 | Tóquio           | 10°           |
| 2024 | Paris            | 9°            |

### Campeonato Mundial
| Ano  | Sede                    | Classificação |
| ---- | ----------------------- | ------------- |
| 1960 | Brasil                  | 2º            |
| 1962 | União Soviética         | 1º            |
| 1967 | Japão                   | 1º            |
| 1970 | Bulgária                | 2º            |
| 1974 | México                  | 1º            |
| 1978 | União Soviética         | 2º            |
| 1982 | Peru                    | 4º            |
| 1986 | Tchecoslováquia         | 7º            |
| 1990 | China                   | 8º            |
| 1994 | Brasil                  | 7º            |
| 1998 | Japão                   | 8º            |
| 2002 | Alemanha                | 13º           |
| 2006 | Japão                   | 6º            |
| 2010 | Japão                   | 3º            |
| 2014 | Itália                  | 7º            |
| 2018 | Japão                   | 6°            |
| 2022 | Países Baixos / Polónia | 5°            |

### Campeonato Asiático
| Ano  | Sede          | Classificação |
| ---- | ------------- | ------------- |
| 1975 | Austrália     | 1º            |
| 1979 | China         | 2º            |
| 1983 | Japão         | 1º            |
| 1987 | China         | 2º            |
| 1989 | Hong Kong     | 3º            |
| 1991 | Tailândia     | 2º            |
| 1993 | China         | 2º            |
| 1995 | Tailândia     | 3º            |
| 1997 | Filipinas     | 3º            |
| 1999 | Hong Kong     | 3º            |
| 2001 | Tailândia     | 4º            |
| 2003 | Vietnã        | 2º            |
| 2005 | China         | 3º            |
| 2007 | Tailândia     | 1º            |
| 2009 | Vietnã        | 3º            |
| 2011 | Taipé Chinesa | 2º            |
| 2013 | Tailândia     | 2º            |
| 2015 | China         | 6º            |
| 2017 | Filipinas     | 1º            |

### Grand Prix
| Ano  | Sede            | Classificação |
| ---- | --------------- | ------------- |
| 1993 | Hong Kong       | 6º            |
| 1994 | Xangai          | 4º            |
| 1995 | Xangai          | 7º            |
| 1996 | Xangai          | 8º            |
| 1997 | Kobe            | 4º            |
| 1998 | Hong Kong       | 7º            |
| 1999 | Yuxi            | 7º            |
| 2000 | Manila          | 8º            |
| 2001 | Macau           | 6º            |
| 2002 | Hong Kong       | 5º            |
| 2003 | Andria          | 9º            |
| 2004 | Reggio Calabria | 9º            |
| 2005 | Sendai          | 6º            |
| 2006 | Reggio Calabria | 5º            |
| 2007 | Ningbo          | 9º            |
| 2008 | Yokohama        | 6º            |
| 2009 | Tóquio          | 6º            |
| 2010 | Ningbo          | 5º            |
| 2011 | Macau           | 5º            |
| 2012 | Ningbo          | 9º            |
| 2013 | Sapporo         | 4º            |
| 2014 | Tóquio          | 2º            |
| 2015 | Omaha           | 6º            |
| 2016 | Bancoque        | 9º            |
| 2017 | Nanquim         | 7º            |

### Liga das Nações
| Ano  | Sede      | Classificação |
| ---- | --------- | ------------- |
| 2018 | Nanquim   | 10°           |
| 2019 | Nanquim   | 9°            |
| 2021 | Rimini    | 4°            |
| 2022 | Ancara    | 7°            |
| 2023 | Arlington | 7°            |
| 2024 | Bancoque  | 2°            |
| 2025 | Łódź      | 4°            |

### Copa do Mundo
| Ano  | Sede    | Classificação |
| ---- | ------- | ------------- |
| 1973 | Uruguai | 2º            |
| 1977 | Japão   | 1º            |
| 1981 | Japão   | 2º            |
| 1985 | Japão   | 4º            |
| 1989 | Japão   | 4º            |
| 1991 | Japão   | 7º            |
| 1995 | Japão   | 6º            |
| 1999 | Japão   | 6º            |
| 2003 | Japão   | 5º            |
| 2007 | Japão   | 7º            |
| 2011 | Japão   | 4º            |
| 2015 | Japão   | 5º            |

### Copa dos Campeões
| Ano  | Sede  | Classificação |
| ---- | ----- | ------------- |
| 1993 | Japão | 5º            |
| 1997 | Japão | 5º            |
| 2001 | Japão | 3º            |
| 2005 | Japão | 5º            |
| 2009 | Japão | 4º            |
| 2013 | Japão | 3º            |
| 2017 | Japão | 5º            |

## Elenco atual
Convocadas para a disputa do Grand Prix de Voleibol de 2013 pela seleção japonesa: